# 湖南省总工会
湖南省总工会是湖南省一个工会组织，前身是1922年11月1日成立的湖南省工团联合会，是中国劳动组合书记湖南分部领导建立的最早的省级地方总工会。

## 概述
1922年，湖南工人运动在中国共产党领导下获得迅速发展，为了统一领导全省的工会组织，11月1日在长沙新河召开全省工团联合代表大会宣告成立。出席会议的有粤汉铁路总工会、安源路矿工人俱乐部、水口山矿工人俱乐部、长沙第一纺织工人俱乐部、长沙泥木工会、汉冶萍总工会等代表，代表会员4万余人。总下事为毛泽东，副总干事郭亮。1926年又组织工人保安队、运输队，配合北伐军进军湖南。同年9月1日改组为湖南省总工会。12月1日，正式改组为省总工会。1927年，全省公会会员已经发展到40万人。1927年5月，许克祥在长沙发动暴动，总工会被查封。